# 昌古塔姆蛛
昌古塔姆蛛（学名：Tamgrinia chhanguensis）为暗蛛科塔姆蛛属的动物。分布于印度以及中国大陆的西藏等地。该物种的模式产地在印度。